# Gerardo Guerrieri
Gerardo Guerrieri (Matera, 4 febbraio 1920 – Roma, 24 aprile 1986) è stato un regista, drammaturgo, sceneggiatore, traduttore, critico teatrale e saggista italiano.

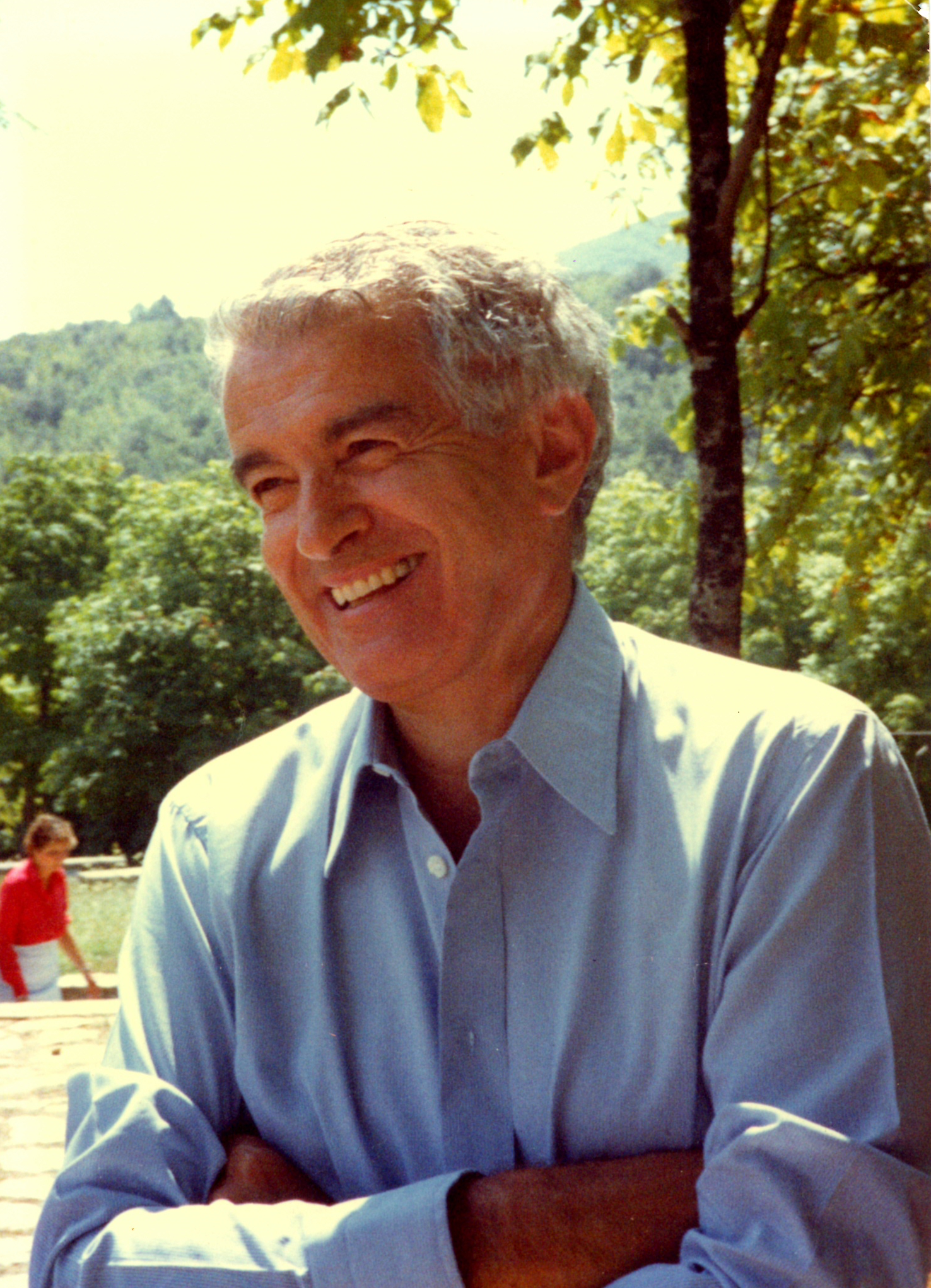
Gerardo Guerrieri, luglio 1981, Monteluco di Spoleto

Nel 1949 vinse il Nastro d'argento alla migliore sceneggiatura insieme a Cesare Zavattini, Vittorio De Sica, Suso Cecchi D'Amico, Oreste Biancoli, Adolfo Franci per Ladri di biciclette.

## Biografia
Gerardo Guerrieri è stato uno degli intellettuali più significativi ed influenti della cultura italiana e, in particolare, della cultura teatrale e cinematografica italiana e internazionale del secondo Novecento.  Le sue passioni per la ricerca e la conoscenza andavano ben oltre le frontiere geografiche, che lui ambiva a superare stabilendo dei legami fra i vari luoghi, fisici e mentali, ai quali era legata la sua anima, attraverso i mondi del teatro, delle arti visive, delle scienze, della letteratura, dell'antropologia.  Di carattere schivo e riservato, è stato, come lo ha definito il regista e critico Giorgio Prosperi, "l'ombra" dietro alla quale "i nostri uomini di teatro di ieri e di oggi camminano, perché li ha influenzati un po' tutti".
Geniale in ogni sua espressione, eclettico ed enciclopedico, Gerardo Guerrieri nasce a Matera, in Via San Francesco 33, da Michele (medico originario di Grottole, in provincia di Matera) e da Margherita Cristalli.  A quattro anni si trasferisce con la famiglia a Oreno di Vimercate (MI) dove il padre è medico condotto.  Frequenta le scuole elementari e le secondarie nel collegio arcivescovile "Tommaseo", poi il ginnasio al "Berchet" di Milano.  Nel 1932 la famiglia si trasferisce a Roma, dove Guerrieri frequenta il liceo "Umberto I". Nel 1937 si iscrive alla Facoltà di Giurisprudenza dell'Università di Roma.
Nel 1939 inizia la sua attività teatrale e di critica.  Si interessa di critica letteraria, collaborando con il settimanale Roma Fascista. Il suo primo articolo firmato risale all'8 marzo 1939: Superiorità del teatro.  Il 6 luglio 1939, un suo articolo intitolato Quasimodo di fronte all'ermetismo viene elogiato dallo stesso Salvatore Quasimodo.  Guerrieri è tra i cofondatori, nell'àmbito del GUF dell'Urbe, del Teatro Universitario.
Il debutto come regista avviene il 29 febbraio 1940 quando mette in scena Felice viaggio di Thornton Wilder al Teatro dell'Università di Roma con Giulietta Masina. Lui stesso prende parte allo spettacolo nei panni del regista.  Guerrieri ne realizza anche la traduzione, poi pubblicata sulla rivista Il dramma (Anno XVI, n. 327, 1 aprile 1940).
Sul Radiocorriere n.2, del gennaio 1975, Diego Fabbri ricorda Gerardo Guerrieri e scrive: "in quegli anni Quaranta, fu per noi quasi un personaggio magico: tra tutti noi più o meno coetanei fu, a Roma, il più affascinante e insegnò a ognuno qualcosa di importante sia che rivelasse un testo ignoto, o analizzasse Stanislavskij e altri maestri della scena russa, o si applicasse in certe regie in cui lo spettacolo anziché essere preordinato si "faceva" e prendeva compiutezza attraverso un progressivo lavoro con gli attori, o desse un ritmo di dialogo nuovo a certe rare traduzioni (dall'inglese o, gran rarità allora, dal russo).  Ci insegnò a come guardare e a come accostarsi al teatro." 
Perfettamente calato nel contesto sperimentale del teatro universitario, tra il 1941 e il 1945 porta in scena Tempesta e assalto di Friedrich Maximilian Klinger, Frana allo scalo Nord di Ugo Betti, La donna di nessuno di Cesare Vico Lodovici. Collabora come regista al Teatro delle Arti di Anton Giulio Bragaglia, e nel 1943 mette in scena I due fratelli rivali di Giovanni Battista Della Porta. Il 25 luglio 1943, insieme a Orazio Costa, Diego Fabbri, Vito Pandolfi e Tullio Pinelli firma il Manifesto per un teatro del popolo.
In questi anni ha la possibilità di approfondire la cultura americana e quella russa.  Nel 1944 pubblica Meyerhold e il teatro russo (Roma, F.lli Bocca Ed.) sull'attore e regista Vsevolod Meyerhold. Nel 1945 scrive l'introduzione a Palcoscenico di Broadway (O.E.T. Edizioni del Secolo) antologia di opere teatrali americane.
Saggista, traduttore e storico del teatro, Guerrieri ha suggerito inedite relazioni tra il mondo dei libri e quello delle scene.  Collabora come critico ai periodici teatrali Scenario, Il dramma, Sipario, e cinematografici come Cinema Nuovo, L'Arena.  Scrive come critico teatrale sui settimanali La Voce Operaia e Cosmopolita. Dal 1945 al 1950 collabora alla redazione romana del quotidiano L'Unità con critiche teatrali e racconti, sostituendo il critico teatrale Vito Pandolfi, trasferito a Milano.
Nel 1945 avviene il fatidico incontro con Luchino Visconti ed inizia una intensa collaborazione tra i due.  L'anno successivo, entra nella Compagnia italiana di Prosa diretta da Visconti come vicedirettore e regista.  Firma la regia di Vita col padre di Howard Lindsay e Russell Crouse (prima rappresentazione il 28 gennaio 1947 Teatro Eliseo, Roma).  Per la Compagnia Italiana di Prosa svolge il ruolo di dramaturg, ossia consulente sul repertorio e sugli interpreti, traduttore ed adattatore dei testi da portare in scena.  La collaborazione con Luchino Visconti si è aperta anche al campo del cinema. Fu Guerrieri a presentare l'amico Rocco Scotellaro a Visconti ed a suggerire al regista di ambientare il film Rocco e i suoi fratelli in Basilicata, dando al protagonista il nome dello scrittore prematuramente scomparso. 
Il 1946 è l'anno della collaborazione con Vittorio De Sica per il film Sciuscià, collaborazione che continuerà, come sceneggiatore ed aiuto regista, anche nel 1948 per il capolavoro Ladri di biciclette. Nel 1948 fonda il Circolo Romano del Cinema assieme a Michelangelo Antonioni, Alessandro Blasetti, Mario Camerini, Vittorio De Sica, Pietro Germi, Alberto Lattuada, Antonio Pietrangeli, Renzo Rossellini, Antonello Trombadori, Luchino Visconti, Cesare Zavattini. Collabora con Michelangelo Antonioni ai documentari Superstizione e La villa dei mostri.  Nel 1954, Gerardo Guerrieri scrive e realizza per la Triennale di Milano il documentario Una lezione di urbanistica, prodotto da La Meridiana Film del M° Guido Nascimbene.  La sceneggiatura del cortometraggio è dello stesso Guerrieri con Giancarlo De Carlo, Jacques Lecoq, Maria Luisa Pedroni.  Negli anni Cinquanta, Guerrieri coltiva l'amicizia e la collaborazione con Rocco Scotellaro e Carlo Levi, con i quali, assieme a Linuccia Saba, firma la sceneggiatura di un film che non venne realizzato, I fuochi di San Pancrazio.  Nel 1961, Carlo Levi immortalerà l'amicizia tra Scotellaro e Guerrieri ritraendo Guerrieri tra le figure che attorniano lo scrittore poeta di Tricarico nel telero Lucania 61, conservato a Matera a Palazzo Lanfranchi.
Nel 1950 mette in scena diverse opere liriche.  Con l'Associazione Anfiparnaso, firma la regia de Il turco in Italia di Gioacchino Rossini, con un'esordiente Maria Callas, direttore d'Orchestra Gianandrea Gavazzeni e le scene e i costumi di Mino Maccari (prima rappresentazione 19 ottobre 1950, Teatro Eliseo, Roma).
Nel 1950 è tra i primi collaboratori del Terzo Programma della Rai, canale culturale radiofonico, e negli anni diventa un prolifico autore radiofonico scrivendo circa settanta radiodrammi.  Nello stesso anno, entra a far parte del comitato di redazione della rivista bimestrale Cultura e realtà.  Nel comitato di redazione della rivista, insieme a Guerrieri sono Cesare Pavese, Augusto Del Noce, Fedele D'Amico e Nino Novaccio.  Tra i collaboratori esterni, Italo Calvino e Natalia Ginzburg.
Nel 1951, al Palazzo ai Giardini di Venezia, dal 1 settembre al 14 ottobre, cura la mostra e il catalogo de Il secolo dell'invenzione teatrale: mostra di scenografie e costumi del seicento italiano.
Negli anni Cinquanta si dedica intensamente alle traduzioni ed adattamenti per la scena, in particolare di Anton Čechov, Arthur Miller, Thomas D. Pawley, Tennessee Williams, August Strindberg, Eugene Gladstone O'Neill, William Saroyan e William Shakespeare. Diversi suoi lavori sono rimasti inediti poiché sono stati concepiti per la scena e scritti appositamente per essere adattati al regista e agli attori che dovevano realizzarli. Rimane celebre la sua versione dell'Amleto di Shakespeare, di cui realizza due versioni nel 1963, entrambe con protagonista Giorgio Albertazzi. Una prima versione del testo viene messa in scena dal regista Frank Hauser al Teatro Romano di Verona nel luglio del 1963.  Una seconda versione, con la regia di Franco Zeffirelli, con Anna Proclemer, debutta a Roma al Teatro Eliseo il 3 dicembre del 1963.  Lo spettacolo andrà in tournée in Europa e nel 1964 andrà in scena al Teatro Old Vic di Londra, in italiano nella versione di Guerrieri, dal 14 al 28 settembre 1964. 
Nel 1952 fonda e dirige, insieme a Paolo Grassi, la Collezione di teatro per l'editore Einaudi, introducendo in Italia gran parte della drammaturgia straniera. In questo periodo la sua attenzione si distoglie dalla regia per concentrarsi di più sulla ricerca e la saggistica.  Resterà direttore della collana fino al 1965.
Negli anni Cinquanta, Guerrieri collabora con l'Enciclopedia dello Spettacolo redigendo, tra le altre, le voci Attore e Stati Uniti d'America.
Tra il 1953 e il 1962 scrive il libretto d'opera Il buon soldato Sveik dal romanzo di Jaroslav Hasek, con la musica del M° Guido Turchi.
A Guerrieri si deve la prima diffusione in Italia delle teorie di Konstantin Sergeevič Stanislavskij.  Nel 1955 esce Il lavoro dell'attore, di Konstantin Sergeevič Stanislavskij a cura e con un'introduzione di Gerardo Guerrieri (Laterza, Bari).
Nel 1957 fonda a Roma, insieme alla moglie Anne d'Arbeloff, l'associazione Teatro Club, che opererà in Italia fino al 1984 come centro internazionale di cultura teatrale, con il proposito di rivoluzionare e sprovincializzare la cultura teatrale in Italia. Fra i soci fondatori e promotori del Teatro Club vi sono Vittorio Gassman, Michelangelo Antonioni, Carlo Levi, Alberto Moravia, Federico Fellini, Ennio Flaiano, Cesare Zavattini. 
In questo contesto, il Teatro Club, divenuto nel 1969 il Premio Roma, riesce a portare in Italia per la prima volta i migliori spettacoli e artisti stranieri, sia della tradizione come la Comédie-Française e Antoine Vitez, sia dell'avanguardia come il Living Theater di Julian Beck e Judith Malina, Tadeusz Kantor, Peter Brook, Joseph Chaikin e il suo Open Theater di New York, il National Theatre of the Deaf, il Bread and Puppet Theatre, l'Odin Teatret diretta da Eugenio Barba, The New Troupe di Tom O'Horgan con Sam Shepard, Charles Marowitz, Bob Wilson, Peter Stein, per citare solo alcuni fra i grandi nomi che sono venuti per la prima volta in Italia grazie all'Associazione creata da Gerardo Guerrieri e Anne d'Arbeloff. 
Il Teatro Club ospita fra gli altri, nel corso delle sue stagioni, Jacques Brel, Georges Brassens, Eugène Ionesco, Peggy Ashcroft, Guy Béart, Serge Gainsbourg, Zizi Jeammaire, la compagnia di danza di Roland Petit, Juliette Gréco, Charles Aznavour, la Paul Taylor Dance Company, la compagnia di Igor Moisseiev con le sue danze popolari russe, Charles Trenet, Pete Seeger, Gilbert Bécaud, Ravi Shankar, Joan Baez.
Il Teatro Club dal 1969 istituisce il Premio Roma che poté sempre contare sul sostegno di Michelangelo Antonioni, Alberto Moravia, Federico Fellini, Ennio Flaiano, Cesare Zavattini e soprattutto di Vittorio Gassman, unito a Guerrieri da una profonda amicizia al punto che l'attore gli dedicò molti versi, oltre a commenti sulle sue opere e recensioni postume.
Nel 1958 organizza una serata per omaggiare Eleonora Duse, in occasione del centenario della sua nascita. All'attrice, Guerrieri dedicò ricerche documentarie in tutto il mondo per oltre trent'anni, allestendo tre importanti mostre (nel 1969, 1974, 1985) e pubblicando diversi saggi.
Dal 1974 al 1981 Guerrieri collabora come critico teatrale e per le pagine culturali, con critiche fini e acutissime sul quotidiano Il Giorno.
Dal 1980 al 1982, Gerardo Guerrieri è consulente per la drammaturgia per il Teatro di Genova, chiamato dal direttore Ivo Chiesa. 
Dopo un periodo di depressione, il 24 aprile del 1986 si toglie la vita.
È sepolto nel cimitero di Grottole, comune di origine della sua famiglia, dove gli è stato dedicato nel 2016 il Centro per la Creatività Gerardo Guerrieri.
Il cine-teatro comunale della città di Matera porta il suo nome.
Il 16 dicembre 2020 nasce l'Associazione culturale Gerardo Guerrieri APS, per ricordare il lavoro e l'opera di Gerardo Guerrieri. L’Associazione, senza scopo di lucro, è dedicata alla promozione e alla valorizzazione della memoria, delle idee e dei progetti di Gerardo Guerrieri e di sua moglie Anne d’Arbeloff, in particolare nei campi del teatro, della letteratura, delle arti, del cinema, delle scienze, negli ambiti della ricerca, dell’istruzione, della divulgazione culturale e scientifica, della conservazione.

## Filmografia

### Sceneggiatura
- Sciuscià (anche aiuto regista) (1946)
- Ladri di biciclette (1948)